# Loogh
Loogh ist ein Ortsteil (Ortsbezirk) von Kerpen im Landkreis Vulkaneifel in Rheinland-Pfalz.

## Geographie
Der Ort liegt in einem Bachtal zwischen der Zapechlei und dem Hönselberg (⊙ 570,4 m). Mischwälder auf den Bergen prägen die Landschaft. Den Nordost-Hang des Hönselberges bedeckt eine Heidefläche.
Die Nachbarorte von Loogh sind im Nordwesten Kerpen, im Nordosten Üxheim-Niederehe, sowie im Südosten Stroheich.
Zum Ortsbezirk Loogh gehört auch der Wohnplatz Looghermühle.

## Geschichte
Loogh wurde erstmals 1218 anlässlich einer Schenkung von zwei Hofstätten durch die Herren von Kerpen an das Kloster Niederehe urkundlich erwähnt.
Nach zweihundertjährigen Besitzstreitigkeiten fiel die Herrschaft Kerpen 1674 an die Herzogin von Arenberg.
Das gesamte Linke Rheinufer wurde 1794 im ersten Koalitionskrieg von französischen Revolutionstruppen besetzt. Von 1798 bis 1814 gehörte Loogh zum Saardepartement, Kanton Gerolstein, Mairie Hillesheim.
Auf dem Wiener Kongress (1815) kam die Region an das Königreich Preußen, Loogh wurde 1816 dem neu errichteten Kreis Daun im Regierungsbezirk Trier zugeordnet und von der Bürgermeisterei Hillesheim verwaltet.
Nach dem Ersten Weltkrieg gehörte das Gebiet zum französischen Teil der Alliierten Rheinlandbesetzung. Nach dem Zweiten Weltkrieg wurde Loogh innerhalb der französischen Besatzungszone Teil des damals neu gebildeten Landes Rheinland-Pfalz.
Am 7. Juni 1969 wurde aus der bis dahin selbstständigen Ortsgemeinde Loogh mit zu diesem Zeitpunkt 84 Einwohnern und der Ortsgemeinde Kerpen die neue Gemeine Kerpen (Eifel) gebildet.

## Politik
Der Ortsteil Loogh ist gemäß Hauptsatzung der einzige Ortsbezirk der Ortsgemeinde Kerpen. Er wird politisch von einem Ortsvorsteher vertreten, während auf die Bildung eines Ortsbeirats verzichtet wurde.
Michael Gröner ist Ortsvorsteher von Loogh. Da bei der Direktwahl am 26. Mai 2019 kein Bewerber angetreten war, oblag die Neuwahl des Ortsvorstehers dem Gemeinderat von Kerpen. In seiner konstituierenden Sitzung am 23. Juli 2019 bestätigte er Gröner einstimmig für weitere fünf Jahre in seinem Amt.

## Kultur und Sehenswürdigkeiten

### Bauwerke
In der Liste der Kulturdenkmäler in Rheinland-Pfalz (Stand: 2021) sind folgende Kulturdenkmäler genannt:
- Katholische Filialkirche St. Wendelin, Joseph und Barbara, zweiachsiger Saalbau (1763), Kapellenstraße
- Zwei Wegekreuze aus dem 18. Jahrhundert im Norden der Gemarkung

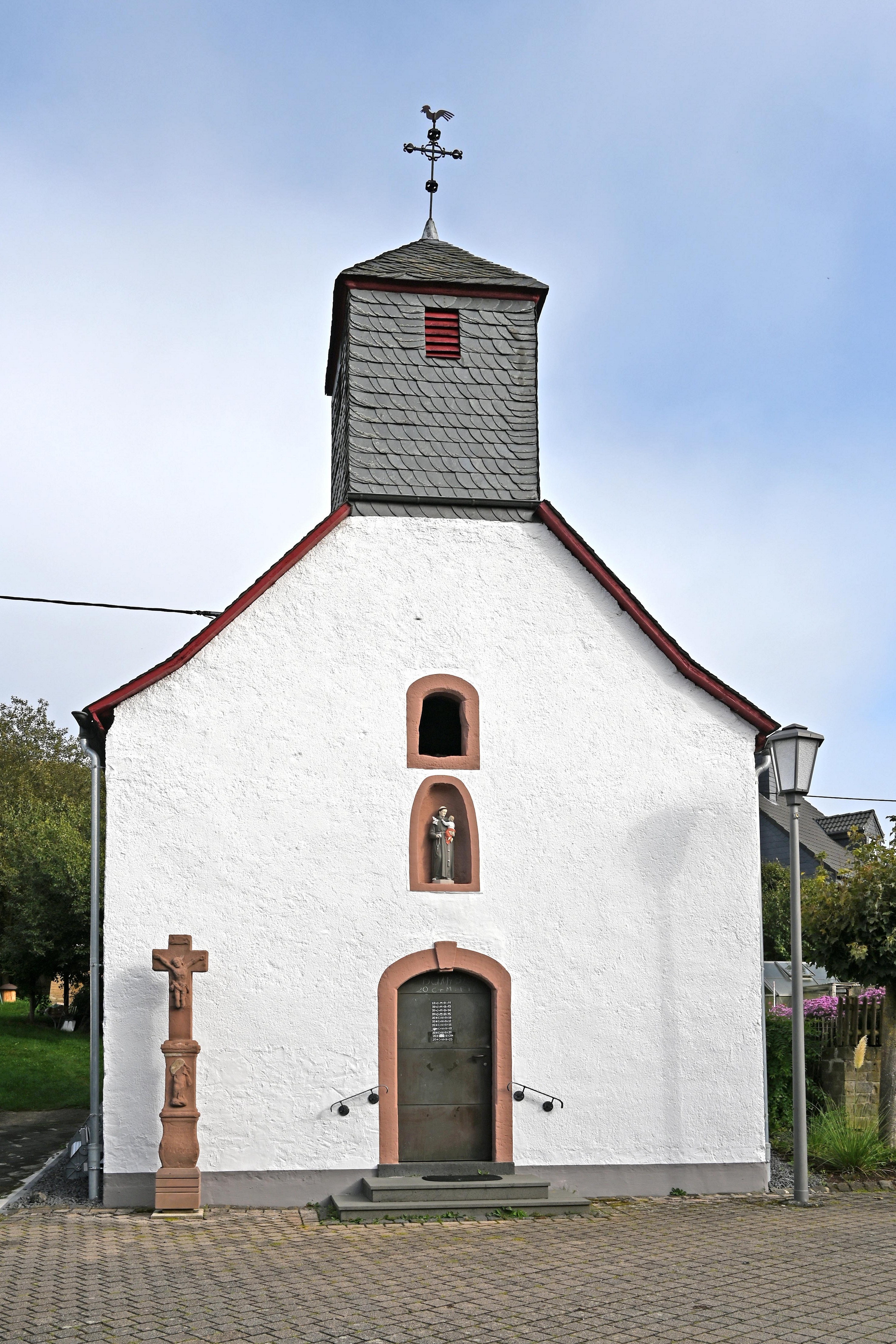
Kapelle
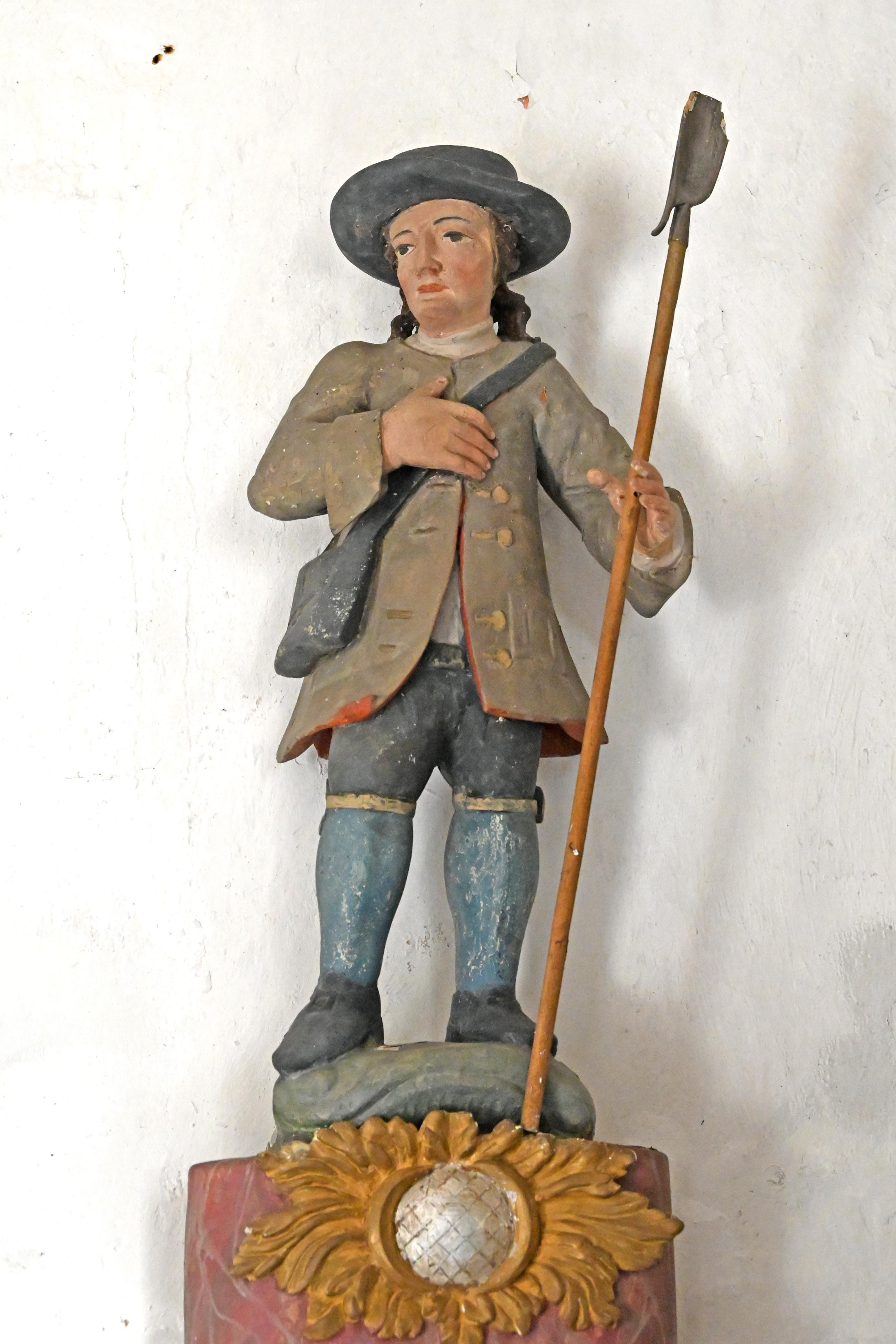
St. Wendelin
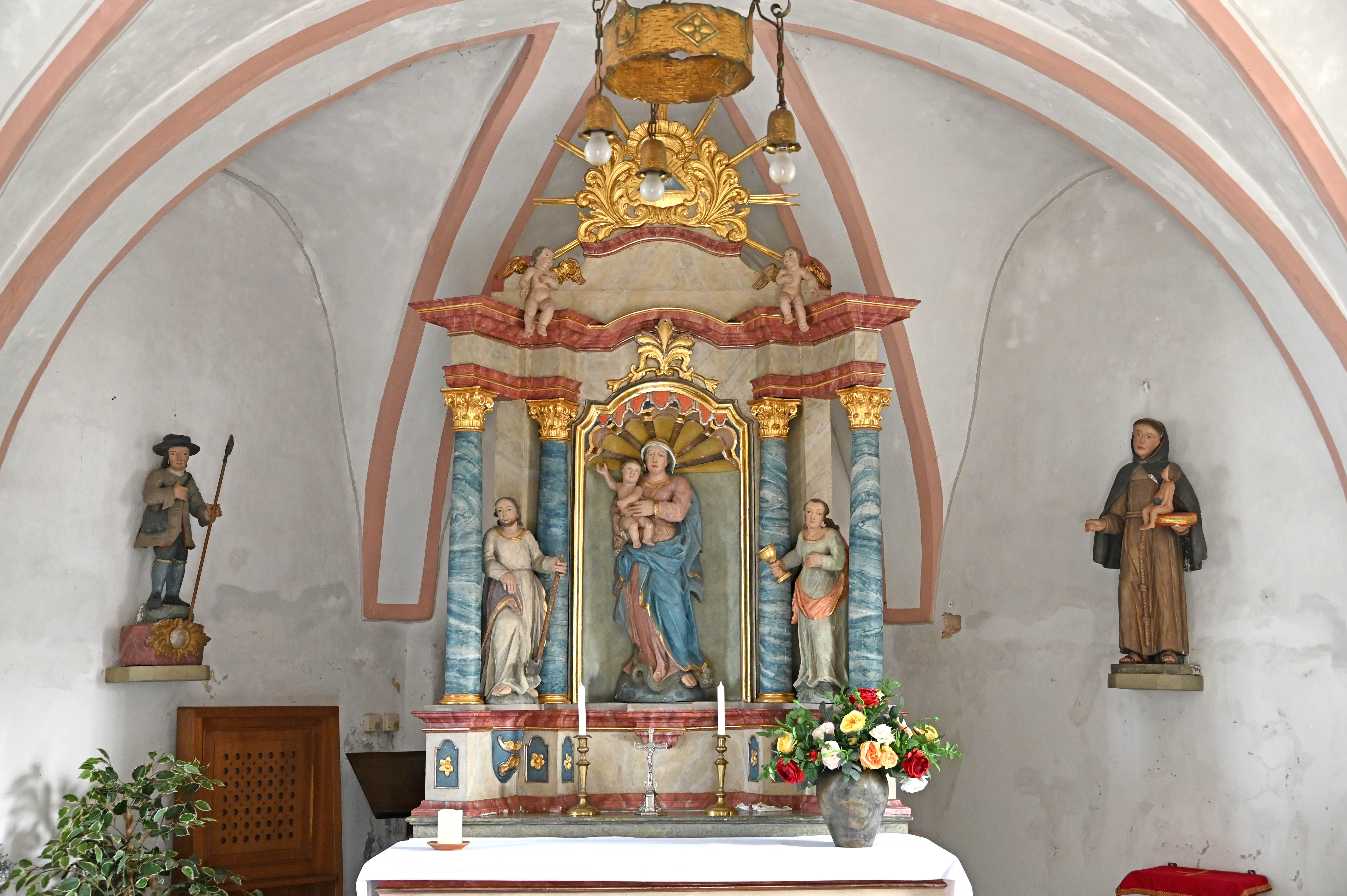
Altar
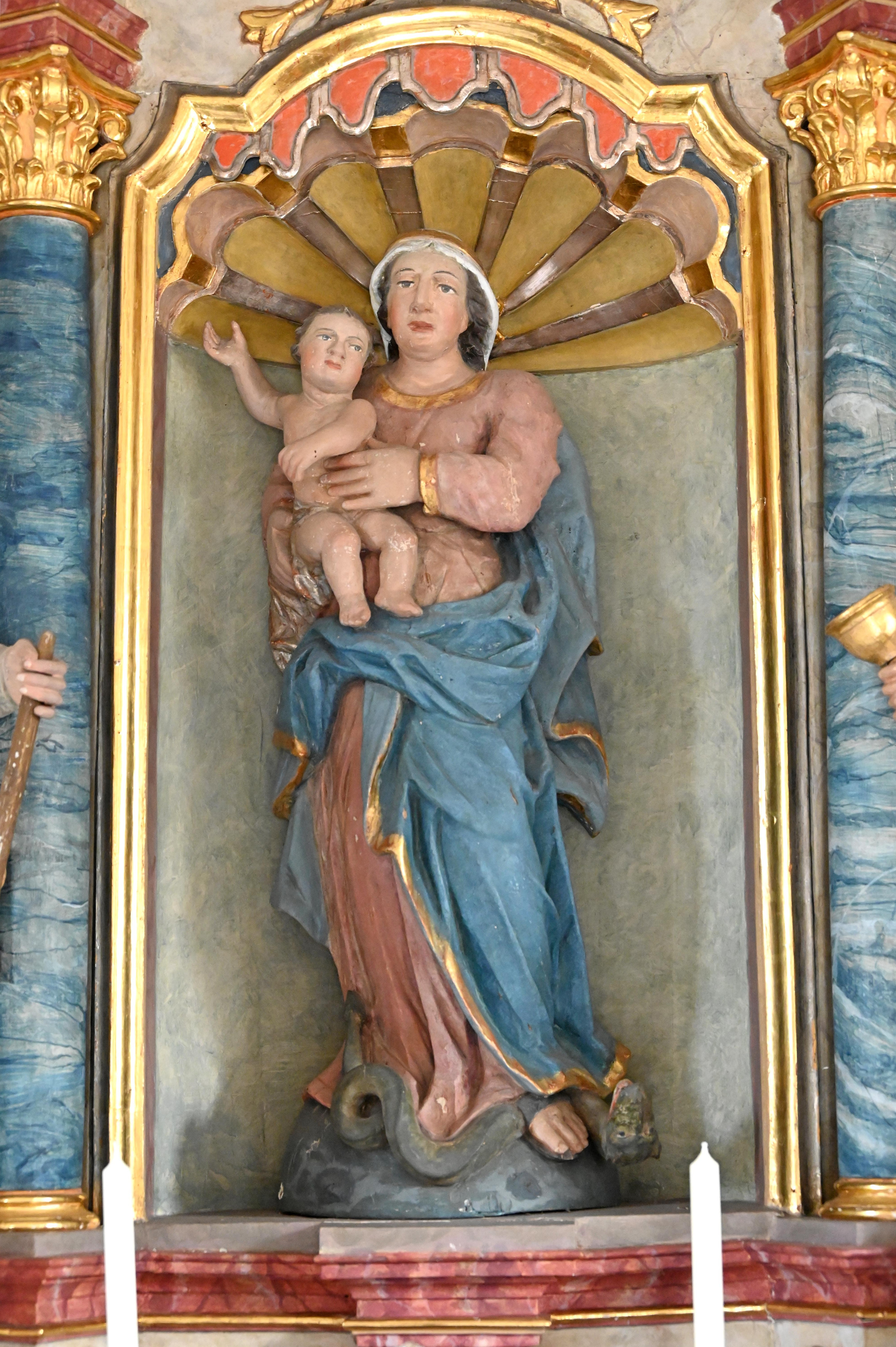
Marienstatue
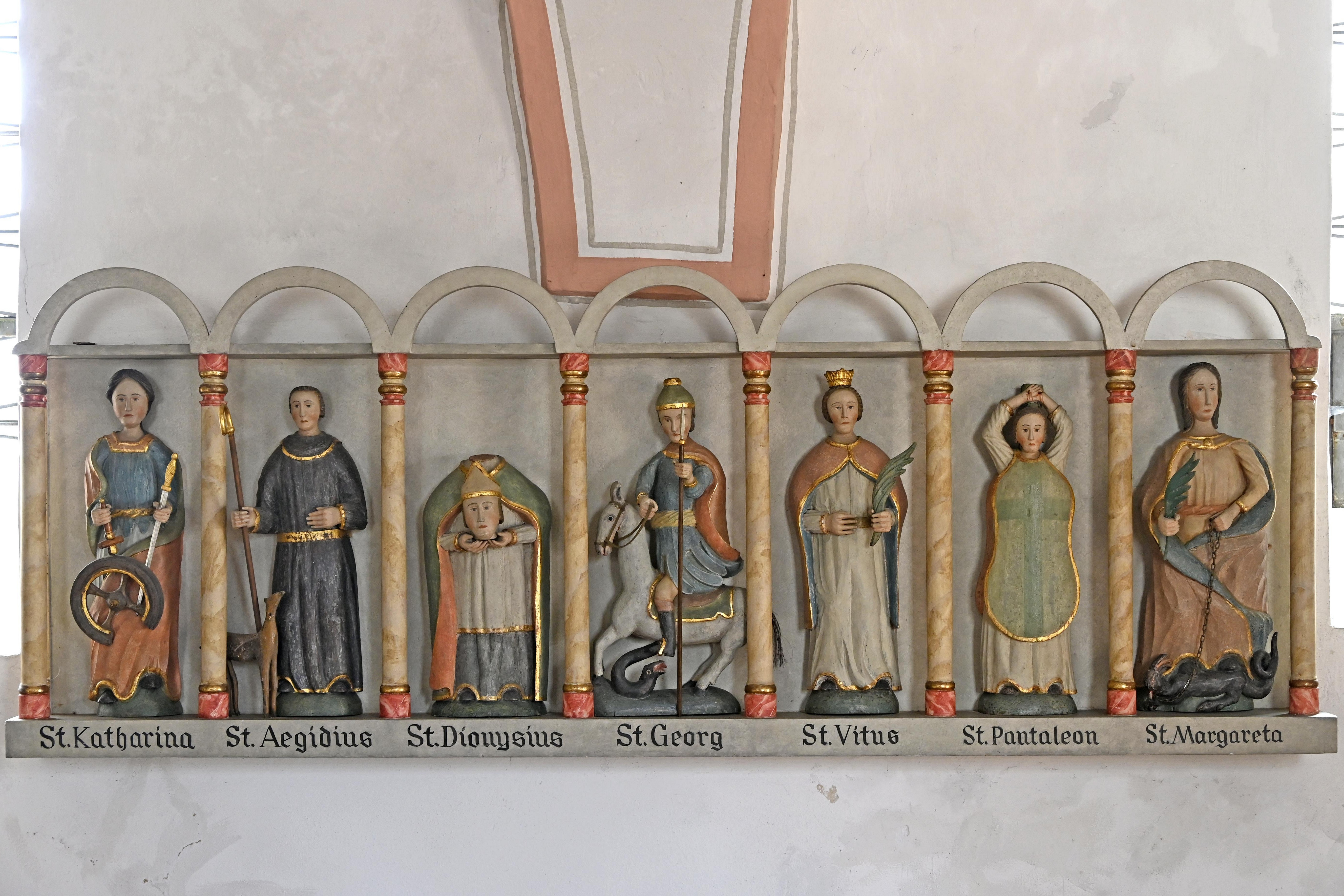
14 Nothelfer-Galerie
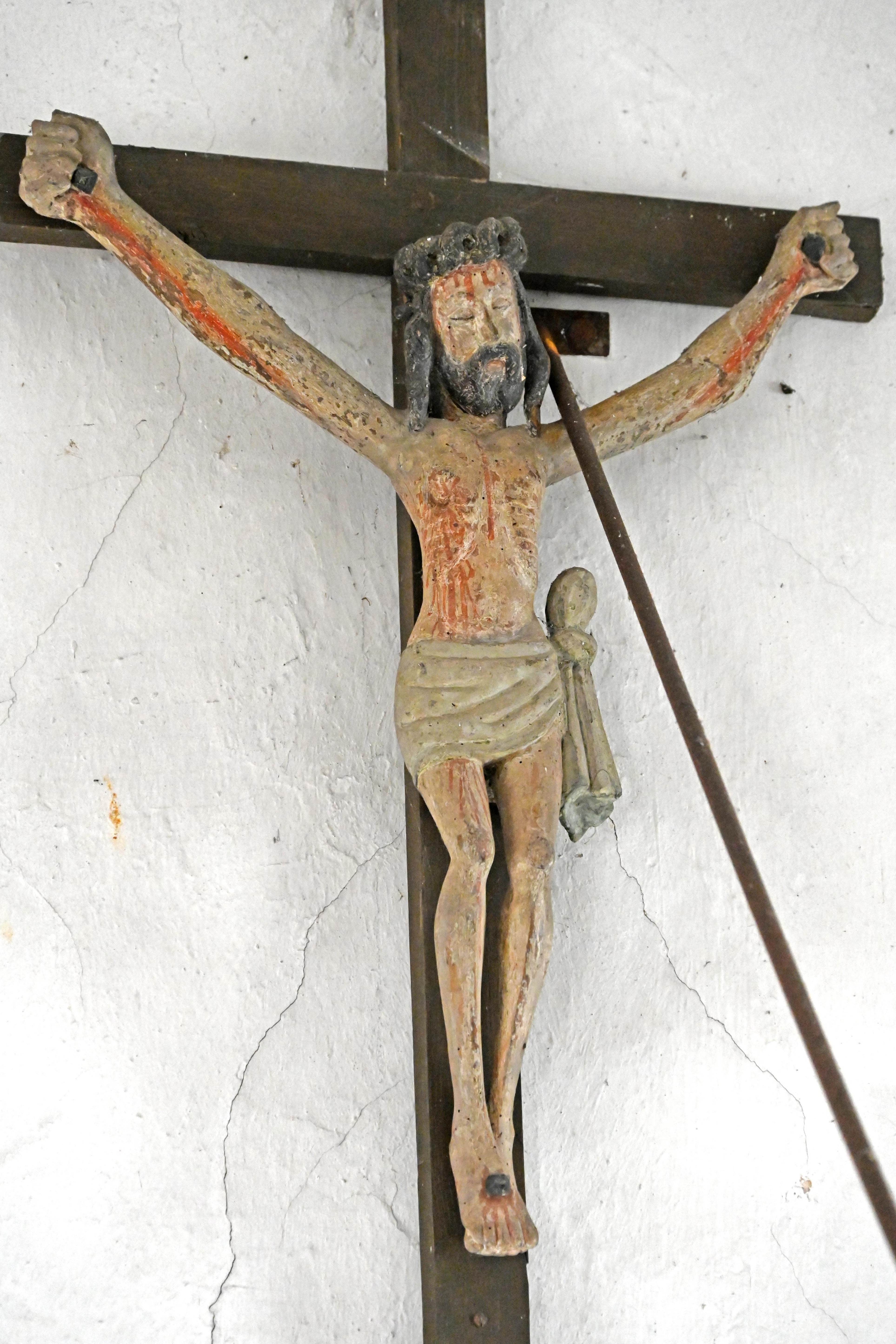
Kruzifix
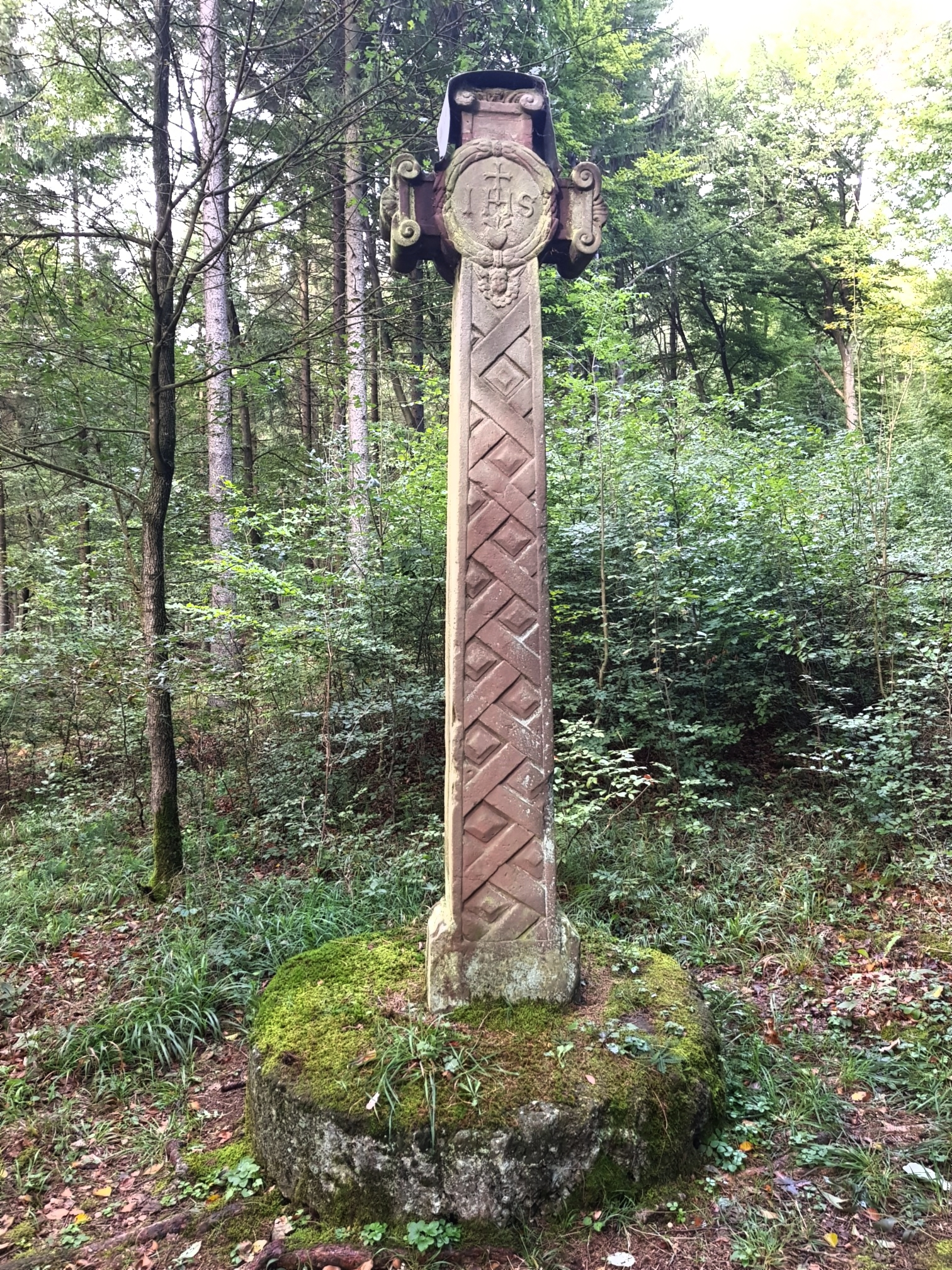
Schwedenkreuz

### Grünflächen und Naherholung
Am Hönsel-Berg gibt es ein Naturschutzgebiet. Die Wacholder-Heidelandschaft weist eine seltene Pflanzenwelt auf, darunter auch viele Orchideenarten.

### Regelmäßige Veranstaltungen
In den geraden Jahren findet ein Dorffest statt.

## Wirtschaft und Infrastruktur
Loogh liegt an der Kreisstraße 74, die Kerpen mit Üxheim-Niederehe verbindet.